# Associazione Calcio Pro Sesto 1990-1991
Questa voce raccoglie le informazioni riguardanti l'Associazione Calcio Pro Sesto nelle competizioni ufficiali della stagione 1990-1991.

## Stagione
Nella stagione 1990-1991 la Pro Sesto disputa il girone A del campionato di Serie C1, con 35 punti in classifica si piazza in settima posizione, il torneo è stato vinto con 45 punti dal Piacenza con un punto di vantaggio sulla coppia Venezia e Como, il Piacenza è promosso direttamente in Serie B, nello spareggio delle seconde giocato a Cesena il 16 giugno 1991 il Venezia batte il Como (2-1) e sale in Serie B. Dopo aver festeggiato la promozione, la Pro Sesto, sempre affidata al tecnico Gianfranco Motta, il quale cambia l'intelaiatura che l'ha portata in Serie C1, rafforzandola con gli arrivi degli attaccanti Angelo Montrone e Carlo Taldo, dei difensori Giordano Caini e Cristiano Giarretta e del centrocampista Diego Bortoluzzi. Fin dal ritiro precampionato di Selvino si intuisce del buon impianto costruito. Il settimo posto finale è il risultato del buon lavoro e del bel gioco, pratico e veloce, impostato da Mister Motta, buona parte del merito spetta anche al portiere Sandro Merlo, che è rimasto imbattuto per 527 minuti, nella parte finale del torneo, il miglior marcatore stagionale con 12 reti è stato Angelo Montrone, 2 dei quali realizzati in Coppa Italia e 10 in campionato, arrivato dal Padova nel mercato estivo. Nella Coppa Italia la Pro disputa prima del campionato il girone B, ottenendo una vittoria e tre pareggi, nel girone che ha promosso ai sedicesimi di finale il Piacenza e la Solbiatese.

## Rosa
| N. |                   | Ruolo | Calciatore           |
| -- | ----------------- | ----- | -------------------- |
|    | Italia (bandiera) | C     | Giagheddu Luigi      |
|    | Italia (bandiera) | C     | Diego Bortoluzzi     |
|    | Italia (bandiera) | D     | Giordano Caini       |
|    | Italia (bandiera) | D     | Claudio Calcinaghi   |
|    | Italia (bandiera) | D     | Massimiliano Caliari |
|    | Italia (bandiera) | A     | Luca Campistri       |
|    | Italia (bandiera) | D     | Luciano Castioni     |
|    | Italia (bandiera) | C     | Luca Corti           |
|    | Italia (bandiera) | D     | Donatello Gasparini  |
|    | Italia (bandiera) | P     | Gianbattista Ghezzi  |
|    | Italia (bandiera) | C     | Devis Giani          |
|    | Italia (bandiera) | C     | Massimo Giannelli    |

| N. |                   | Ruolo | Calciatore         |
| -- | ----------------- | ----- | ------------------ |
|    | Italia (bandiera) | D     | Cristiano Giaretta |
|    | Italia (bandiera) | D     | Claudio Mandotti   |
|    | Italia (bandiera) | D     | Ivan Megna         |
|    | Italia (bandiera) | C     | Giuliano Melosi    |
|    | Italia (bandiera) | P     | Sandro Merlo       |
|    | Italia (bandiera) | A     | Stefano Montanari  |
|    | Italia (bandiera) | A     | Angelo Montrone    |
|    | Italia (bandiera) | C     | Alessandro Pagano  |
|    | Italia (bandiera) | C     | Ermanno Pelucchi   |
|    | Italia (bandiera) | D     | Francesco Picco    |
|    | Italia (bandiera) | A     | Tommaso Porfido    |
|    | Italia (bandiera) | A     | Carlo Taldo        |

## Risultati

### Campionato

#### Girone di andata
| Arbitro: | Colbertaldo (Bassano del Grappa) |

|          |           |  |
| Sora 88’ | Marcatori |  |

| Arbitro: | Cavanna (Roma) |

|                |           |                              |
| Bortoluzzi 21’ | Marcatori | 40’, 60’ Civeriati 89’ Gobbo |

| Arbitro: | Salerno (Acireale) |

|             |           |             |
| Serioli 85’ | Marcatori | 7’ Montrone |

| Arbitro: | Giove (Bari) |

|                  |           |                |
| Chiti 58’ (aut.) | Marcatori | 16’ Manighetti |

| Arbitro: | Lelli (Grosseto) |

|               |           |             |
| F. Romano 82’ | Marcatori | 3’ Montrone |

| Arbitro: | Moretti (Cosenza) |

|                |           |                            |
| Lerda 46’, 47’ | Marcatori | 69’ Bortoluzzi 80’ Caliari |

| Arbitro: | Morello (Ragusa) |

|                                                 |           |             |
| Pelucchi 20’ Bortoluzzi 61’ (rig.) Montrone 66’ | Marcatori | 82’ Faccini |

| Arbitro: | Griffo (Palermo) |

|             |           |              |
| Massara 25’ | Marcatori | 75’ Montrone |

| Arbitro: | Baldas (Trieste) |

|  |           |                                      |
|  | Marcatori | 31’ (aut.) Merlo 44’ (aut.) Giaretta |

| Sesto San Giovanni 25 novembre 1990 10ª giornata | Spezia                         | 0 – 0 | Pro Sesto | Stadio Breda\| Arbitro: \| Bizzotto (Castelfranco Veneto) \| |
| Arbitro:                                         | Bizzotto (Castelfranco Veneto) |       |           |                                                              |

| Arbitro: | Canzonieri (Roma) |

|           |           |              |
| Giani 29’ | Marcatori | 16’ Rebonato |

| Arbitro: | Genovese (Avellino) |

|              |           |  |
| Montrone 47’ | Marcatori |  |

| Arbitro: | Scarcelli (Cosenza) |

|                     |           |  |
| Giaretta 32’ (aut.) | Marcatori |  |

| Sesto San Giovanni 30 dicembre 1990 14ª giornata | Pro Sesto     | 0 – 0 | Fano | Stadio Breda\| Arbitro: \| Rocchi (Roma) \| |
| Arbitro:                                         | Rocchi (Roma) |       |      |                                             |

| Arbitro: | Baglieri (Tivoli) |

|  |           |             |
|  | Marcatori | 62’ Porfido |

| Arbitro: | Repace (Perugia) |

|             |           |              |
| Porfido 79’ | Marcatori | 65’ Aguzzoli |

| Vicenza 20 gennaio 1991 17ª giornata | Vicenza          | 0 – 0 | Pro Sesto | Stadio Romeo Menti\| Arbitro: \| Lelli (Grosseto) \| |
| Arbitro:                             | Lelli (Grosseto) |       |           |                                                      |

#### Girone di ritorno
| Arbitro: | Scarfò (Reggio Emilia) |

|             |           |  |
| Porfido 81’ | Marcatori |  |

| Arbitro: | Marchese (Napoli) |

|                                          |           |  |
| Bertoni 50’ Castioni 66’ (aut.) Perrotti | Marcatori |  |

| Arbitro: | De Prisco (Nocera Inferiore) |

|                                |           |  |
| Montrone 73’, 75’ Castioni 88’ | Marcatori |  |

| Arbitro: | Ercolino (Cassino) |

|                 |           |              |
| Cornacchini 10’ | Marcatori | 39’ Castioni |

| Arbitro: | Brignoccoli (Ancona) |

|            |           |     |
| Melosi 74’ | Marcatori | 79’ |

| Sesto San Giovanni 17 marzo 1991 23ª giornata | Pro Sesto         | 0 – 0 | Chievo | Stadio Breda\| Arbitro: \| Bertocci (Genova) \| |
| Arbitro:                                      | Bertocci (Genova) |       |        |                                                 |

| Arbitro: | Tombolini (Ancona) |

|                           |           |                |
| Teodorani 41’ Faccini 82’ | Marcatori | 34’ Bortoluzzi |

| Arbitro: | Daneluzzi (Latisana) |

|            |           |  |
| Melosi 68’ | Marcatori |  |

| Como 7 aprile 1991 26ª giornata | Como             | 0 – 0 | Pro Sesto | Stadio Giuseppe Sinigaglia\| Arbitro: \| Santoruvo (Bari) \| |
| Arbitro:                        | Santoruvo (Bari) |       |           |                                                              |

| Arbitro: | Carozzi (Alessandria) |

|  |           |              |
|  | Marcatori | 36’ Perrotta |

| Arbitro: | Baudo (Torino) |

|  |           |                        |
|  | Marcatori | 16’ Montrone 55’ Giani |

| Casale Monferrato 5 maggio 1991 29ª giornata | Casale               | 0 – 0 | Pro Sesto | Stadio Natale Palli\| Arbitro: \| Siciliano (Brindisi) \| |
| Arbitro:                                     | Siciliano (Brindisi) |       |           |                                                           |

| Arbitro: | Pola (Rovereto) |

|                              |           |  |
| Montrone 13’, 55’ Melosi 89’ | Marcatori |  |

| Fano 19 maggio 1991 31ª giornata | Fano               | 0 – 0 | Pro Sesto | Stadio Raffaele Mancini\| Arbitro: \| Bignozzi (Ferrara) \| |
| Arbitro:                         | Bignozzi (Ferrara) |       |           |                                                             |

| Arbitro: | Pacifici (Roma) |

|            |           |  |
| Porfido 9’ | Marcatori |  |

| Arbitro: | Della Pietra (Tolmezzo) |

|                                   |           |  |
| Mandotti 19’ (aut.) Francioso 73’ | Marcatori |  |

| Sesto San Giovanni 9 giugno 1991 34ª giornata | Pro Sesto      | 0 – 0 | Vicenza | Stadio Breda\| Arbitro: \| Mattera (Roma) \| |
| Arbitro:                                      | Mattera (Roma) |       |         |                                              |

### Coppa Italia
| Arbitro: | Branzoni (Pavia) |

|                      |           |                           |
| Zerbio 1’ Mosele 39’ | Marcatori | 50’ Pelucchi 56’ Montrone |

| Sesto San Giovanni 22 agosto 1990 2ª giornata | Pro Sesto      | 0 – 0 | Piacenza | Stadio Breda\| Arbitro: \| Pala (Alghero) \| |
| Arbitro:                                      | Pala (Alghero) |       |          |                                              |

| Arbitro: | Curotti (Piacenza) |

|                                     |           |           |
| Zobbio 14’ Cattaneo 27’ Onorini 55’ | Marcatori | 5’ Melosi |

| Arbitro: | Destro (Alessandria) |

|  |           |               |
|  | Marcatori | 80’ Tirapelle |

| 2 settembre 1990 5ª giornata |  | – Turno di riposo Pro Sesto |  |  |

| Arbitro: | Masulli (Cremona) |

|            |           |                |
| Sodero 58’ | Marcatori | 28’ Bortoluzzi |

| Arbitro: | Mangerini (Brescia) |

|                                                               |           |  |
| Bortoluzzi 40’ Montrone 41’ Mandotti 55’ (rig.) Montanari 72’ | Marcatori |  |